# Typhlodromus brevimedius
Typhlodromus brevimedius är en spindeldjursart som beskrevs av Wu och Liu 1991. Typhlodromus brevimedius ingår i släktet Typhlodromus och familjen Phytoseiidae. Inga underarter finns listade i Catalogue of Life.